# Cempuis
Cempuis est une commune française située dans le département de l'Oise en région Hauts-de-France.

## Géographie

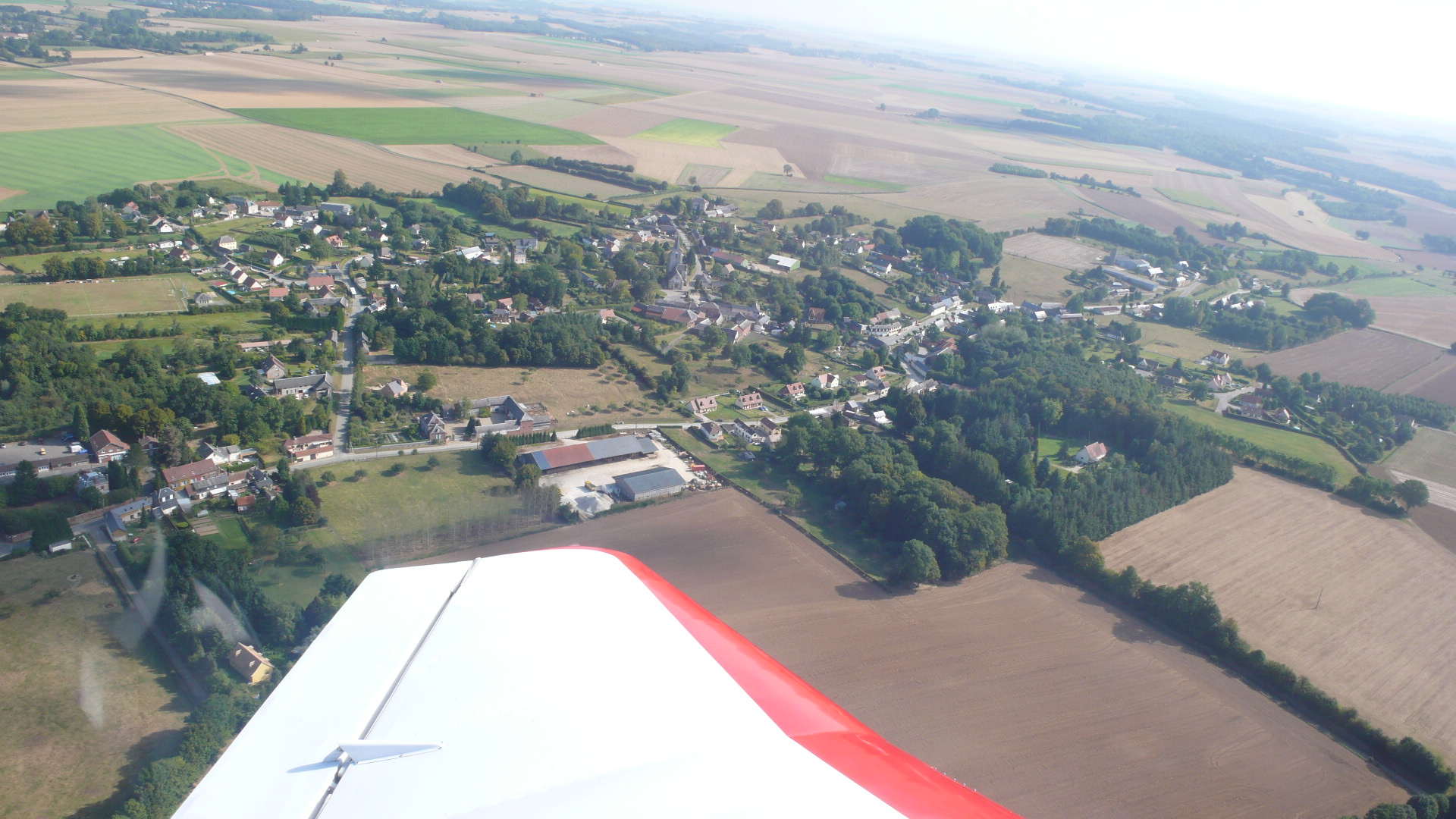
Vue aérienne de Cempuis.

### Localisation
Cempuis est un village rural du Plateau picard, jouxtant de Grandvilliers et situé à 27 km au nord-ouest de Beauvais et à 35 km au sud-ouest d'Amiens.

### Communes limitrophes
| Grandvilliers          | Sommereux |          |
| Halloy                 | Cempuis   |          |
| Thieuloy-Saint-Antoine | Grez      | Le Hamel |

### Transports et déplacements
Cempuis est aisément accessible par le tracé initial de l'ex-RN 1 (actuelle RD 901).
La gare la plus proche est la gare de Grandvilliers. La commune est desservie, en 2023, par les lignes 614, 616, 625, 6103 et 6104 du réseau interurbain de l'Oise et par la ligne 733 du réseau Trans'80.

### Hydrographie
La commune est située dans le bassin Artois-Picardie. Elle n'est drainée par aucun cours d'eau.

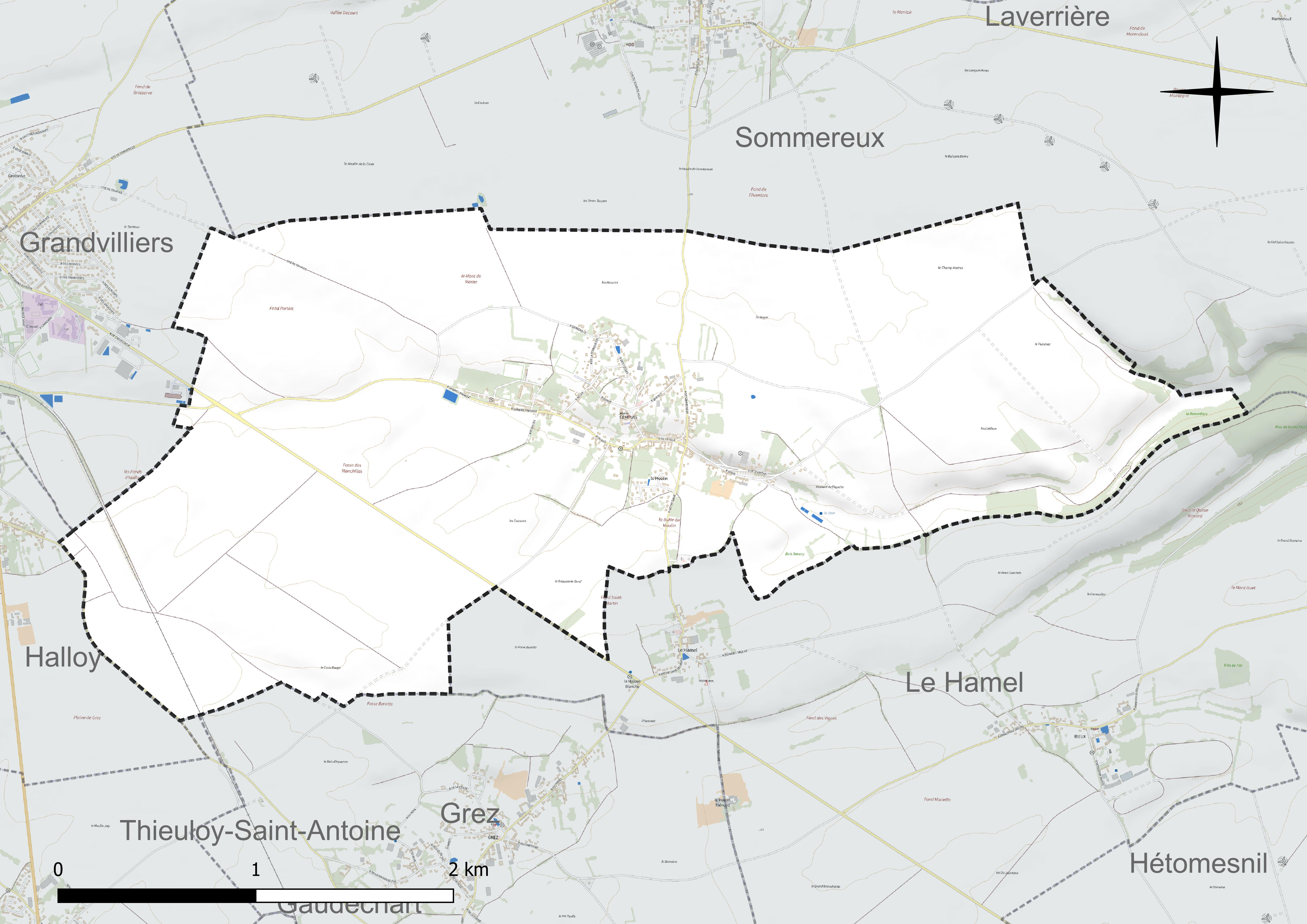
Réseau hydrographique de Cempuis.

### Climat
Pour des articles plus généraux, voir Climat des Hauts-de-France et Climat de l'Oise.
En 2010, le climat de la commune est de type climat océanique altéré, selon une étude du CNRS s'appuyant sur une série de données couvrant la période 1971-2000. En 2020, Météo-France publie une typologie des climats de la France métropolitaine dans laquelle la commune est exposée à un climat océanique et est dans une zone de transition entre les régions climatiques « Nord-est du bassin Parisien » et « Côtes de la Manche orientale ».
Pour la période 1971-2000, la température annuelle moyenne est de 10,1 °C, avec une amplitude thermique annuelle de 14,4 °C. Le cumul annuel moyen de précipitations est de 808 mm, avec 12,1 jours de précipitations en janvier et 8,6 jours en juillet. Pour la période 1991-2020, la température moyenne annuelle observée sur la station météorologique la plus proche, située sur la commune de Saint-Arnoult à 12 km à vol d'oiseau, est de 10,4 °C et le cumul annuel moyen de précipitations est de 797,2 mm,. Pour l'avenir, les paramètres climatiques de la commune estimés pour 2050 selon différents scénarios d'émission de gaz à effet de serre sont consultables sur un site dédié publié par Météo-France en novembre 2022.

## Urbanisme

### Typologie
Au 1er janvier 2024, Cempuis est catégorisée commune rurale à habitat dispersé, selon la nouvelle grille communale de densité à sept niveaux définie par l'Insee en 2022.
Elle est située hors unité urbaine. Par ailleurs la commune fait partie de l'aire d'attraction de Beauvais, dont elle est une commune de la couronne,. Cette aire, qui regroupe 162 communes, est catégorisée dans les aires de 50 000 à moins de 200 000 habitants,.

### Occupation des sols
L'occupation des sols de la commune, telle qu'elle ressort de la base de données européenne d'occupation biophysique des sols Corine Land Cover (CLC), est marquée par l'importance des territoires agricoles (95,2 % en 2018), une proportion sensiblement équivalente à celle de 1990 (95,5 %). La répartition détaillée en 2018 est la suivante : 
terres arables (89,8 %), zones urbanisées (4,4 %), prairies (4,3 %), zones agricoles hétérogènes (1,1 %), forêts (0,3 %). L'évolution de l'occupation des sols de la commune et de ses infrastructures peut être observée sur les différentes représentations cartographiques du territoire : la carte de Cassini (XVIIIe siècle), la carte d'état-major (1820-1866) et les cartes ou photos aériennes de l'IGN pour la période actuelle (1950 à aujourd'hui).

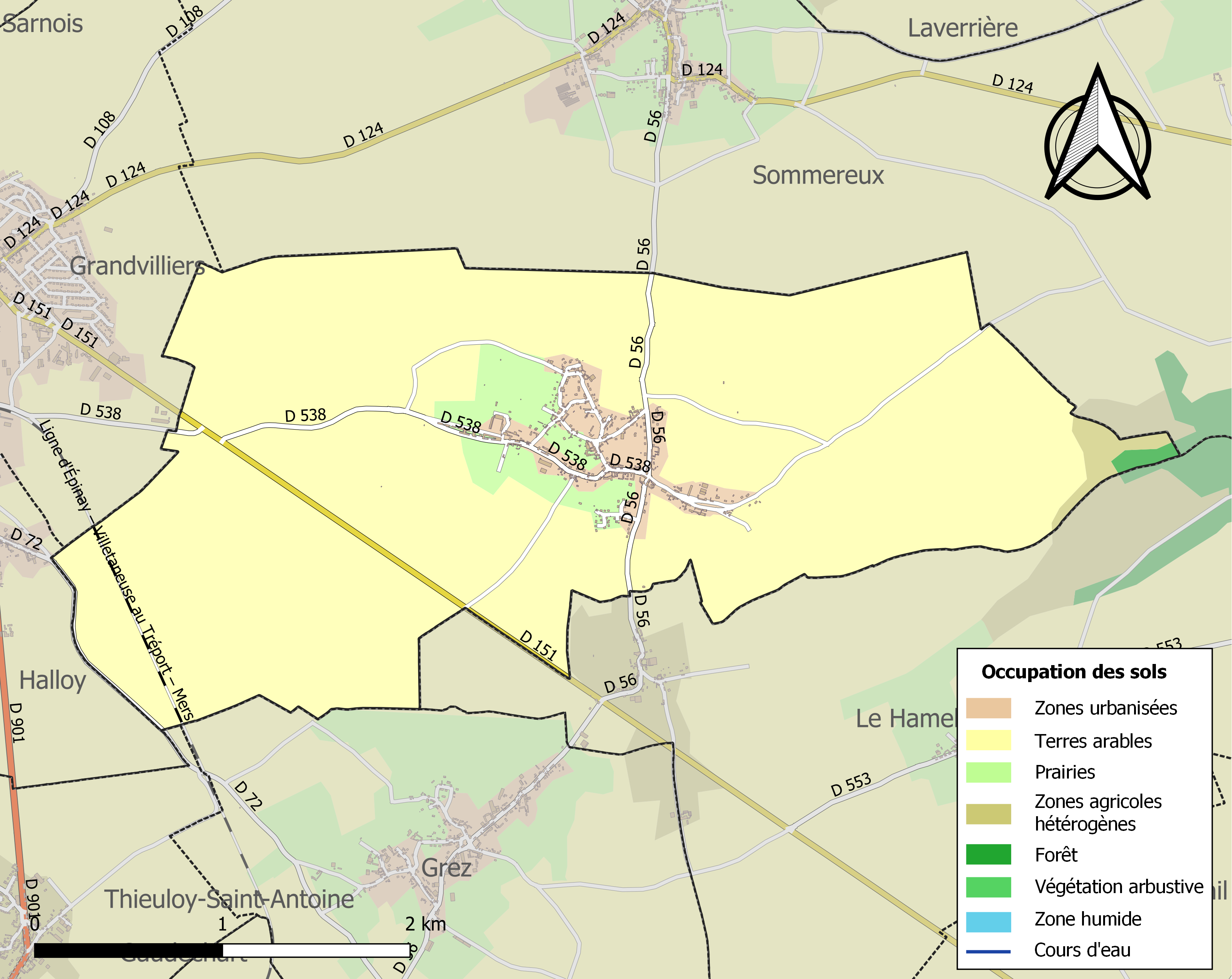
Carte des infrastructures et de l'occupation des sols de la commune en 2018 (CLC).

### Habitat et logement
En 2018, le nombre total de logements dans la commune était de 214, alors qu'il était de 214 en 2013 et de 185 en 2008.
Parmi ces logements, 87,9 % étaient des résidences principales, 7,5 % des résidences secondaires et 4,7 % des logements vacants. Ces logements étaient pour 98,1 % d'entre eux des maisons individuelles et pour 0,9 % des appartements.
Le tableau ci-dessous présente la typologie des logements à Cempuis en 2018 en comparaison avec celle de l'Oise et de la France entière. Une caractéristique marquante du parc de logements est ainsi une proportion de résidences secondaires et logements occasionnels (7,5 %) supérieure à celle du département (2,5 %) et à celle de la France entière (9,7 %). Concernant le statut d'occupation de ces logements, 93,1 % des habitants de la commune sont propriétaires de leur logement (93,4 % en 2013), contre 61,4 % pour l'Oise et 57,5 pour la France entière.
| Typologie                                               | Cempuis | Oise | France entière |
| ------------------------------------------------------- | ------- | ---- | -------------- |
| Résidences principales (en %)                           | 87,9    | 90,4 | 82,1           |
| Résidences secondaires et logements occasionnels (en %) | 7,5     | 2,5  | 9,7            |
| Logements vacants (en %)                                | 4,7     | 7,1  | 8,2            |

## Toponymie
Le village a été dénommé Cempuis-le-Grand, Sempuis, Chempuis , Cenpuis en 1230 , Centpuits, Centpuis, Chempuy-le-grand, Cenpuiz en 1167, Cenpuy, Cenpuis (Centum Putei en 1140).
La dénomination du village proviendrait des multiples puits d'aération des muches (souterrains refuges) où se cachaient les habitants lors des guerres d'autrefois.

## Histoire
Selon Louis Graves, « Cempuis appartenait dans le douzième siècle à une famille qui portait le nom du pays. La terre était une des pairies de Pecquigny et un démembrement de celle de Sommereux. Elle fut possédée pendant les quinzième et seizième siècles par la famille Dufay, et vint plus tard à la famille Gouffier ».
Il indiquait « Le patronage de la cure sous le titre de Saint-Nicolas appartenait à l'abbaye de Saint-Lucien, qui fut confirmée dans ce droit et dans la jouissance, des dîmes en 1159, par Thierry, évêque d'Amiens ».
Au milieu du XIXe siècle, le village comptait quatre moulins à vent et les habitants vivaient de l'agriculture et de la fabrication de bas de laine.

Cempuis au tout début du XXe siècle
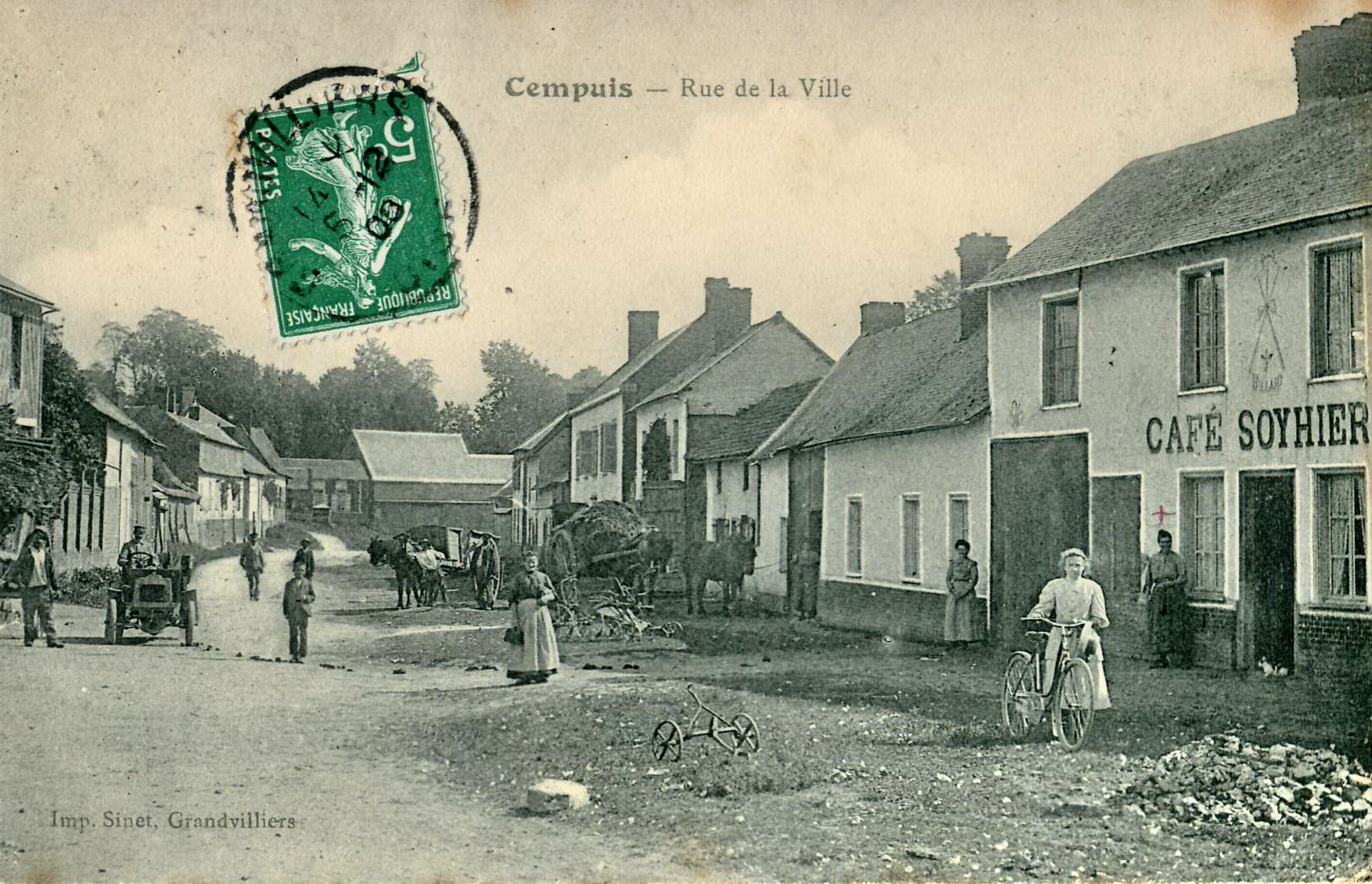
La rue Principale

## Politique et administration

La communauté de communes de la Picardie verte dans le département de l'Oise.

### Rattachements administratifs et électoraux
La commune se trouve dans l'arrondissement de Beauvais du département de l'Oise. Pour l'élection des députés, elle fait partie de la deuxième circonscription de l'Oise.
Elle faisait partie depuis 1801 du canton de Grandvilliers. Dans le cadre du redécoupage cantonal de 2014 en France, ce canton, qui l'intègre toujours, s'est agrandi, passant de 23 à 101 communes.

### Intercommunalité
La commune est membre de la communauté de communes de la Picardie verte, un établissement public de coopération intercommunale (EPCI) à fiscalité propre créé fin 1996 et auquel la commune avait transféré un certain nombre de ses compétences, dans les conditions déterminées par le code général des collectivités territoriales.

### Liste des maires
| Période                                  | Période                       | Identité               | Étiquette | Qualité                    |
| ---------------------------------------- | ----------------------------- | ---------------------- | --------- | -------------------------- |
| Les données manquantes sont à compléter. |                               |                        |           |                            |
| avant 1962                               |                               | Albert Ladoubart       |           |                            |
| Les données manquantes sont à compléter. |                               |                        |           |                            |
| mars 2001                                | 2014                          | Jacques Coët           |           |                            |
| mars 2014                                | juillet 2020,                 | Jean-François Boursier |           | Fonctionnaire              |
| juillet 2020                             | En cours (au 2 décembre 2021) | Marc Houbigand         |           | Retraité de l'enseignement |

### Politique de développément durable
En 2019, le maire et le conseil municipal menacent de démissionner si la création d'un parc éolien de deux éoliennes à Sommereux et deux à Cempuis est autorisé, malgré leur avis défavorable et une forte mobilisation des habitants du village lors de l'enquête publique

## Équipements et services publics

### Eau et déchets
L'eau potable du village est distribuée par le syndicat d'eau de la région de Grandvilliers. Selon certains habitants, l'eau provenant du captage du Hamel présenterait en 2018 des taux de déséthylatrazine de  0,122 microgramme/litre alors que la norme sanitaire est au plus de 0,10 microgramme/litre, ainsi qu'un taux excessif  nitrate,.

### Enseignement
Les enfants de la commune sont scolarisés par un regroupement pédagogique intercommunal rassemblant Cempuis et Sommereux, avec, en 2016, deux classes dans la première et trois dans la seconde, soit 128 élèves inscrits

## Population et société

### Démographie

#### Évolution démographique
L'évolution du nombre d'habitants est connue à travers les recensements de la population effectués dans la commune depuis 1793. Pour les communes de moins de 10 000 habitants, une enquête de recensement portant sur toute la population est réalisée tous les cinq ans, les populations de référence des années intermédiaires étant quant à elles estimées par interpolation ou extrapolation. Pour la commune, le premier recensement exhaustif entrant dans le cadre du nouveau dispositif a été réalisé en 2007.

En 2022, la commune comptait 479 habitants, en évolution de −9,11 % par rapport à 2016 (Oise : +0,87 %, France hors Mayotte : +2,11 %).
| 1793 | 1800 | 1806 | 1821 | 1831 | 1836 | 1841 | 1846 | 1851 |
| ---- | ---- | ---- | ---- | ---- | ---- | ---- | ---- | ---- |
| 622  | 636  | 714  | 662  | 734  | 668  | 623  | 595  | 567  |

| 1856 | 1861 | 1866 | 1872 | 1876 | 1881 | 1886 | 1891 | 1896 |
| ---- | ---- | ---- | ---- | ---- | ---- | ---- | ---- | ---- |
| 495  | 479  | 454  | 426  | 471  | 402  | 509  | 556  | 589  |

| 1901 | 1906 | 1911 | 1921 | 1926 | 1931 | 1936 | 1946 | 1954 |
| ---- | ---- | ---- | ---- | ---- | ---- | ---- | ---- | ---- |
| 605  | 622  | 582  | 488  | 593  | 594  | 626  | 453  | 547  |

| 1962 | 1968 | 1975 | 1982 | 1990 | 1999 | 2006 | 2007 | 2012 |
| ---- | ---- | ---- | ---- | ---- | ---- | ---- | ---- | ---- |
| 356  | 371  | 363  | 360  | 299  | 383  | 421  | 425  | 499  |

| 2017 | 2022 | - | - | - | - | - | - | - |
| ---- | ---- | - | - | - | - | - | - | - |
| 501  | 479  | - | - | - | - | - | - | - |

#### Pyramide des âges
La population de la commune est relativement jeune.
En 2018, le taux de personnes d'un âge inférieur à 30 ans s'élève à 37,3 %, soit au-dessus de la moyenne départementale (37,3 %). À l'inverse, le taux de personnes d'âge supérieur à 60 ans est de 22,7 % la même année, alors qu'il est de 22,8 % au niveau départemental.
En 2018, la commune comptait 242 hommes pour 257 femmes, soit un taux de 51,5 % de femmes, légèrement supérieur au taux départemental (51,11 %).
Les pyramides des âges de la commune et du département s'établissent comme suit.
| Hommes | Classe d’âge | Femmes |
| ------ | ------------ | ------ |
| 0,0    | 90 ou +      | 1,6    |
| 5,0    | 75-89 ans    | 4,3    |
| 18,2   | 60-74 ans    | 16,4   |
| 21,0   | 45-59 ans    | 19,8   |
| 18,1   | 30-44 ans    | 20,9   |
| 17,6   | 15-29 ans    | 12,8   |
| 20,1   | 0-14 ans     | 24,3   |

| Hommes | Classe d’âge | Femmes |
| ------ | ------------ | ------ |
| 0,5    | 90 ou +      | 1,4    |
| 5,5    | 75-89 ans    | 7,6    |
| 15,6   | 60-74 ans    | 16,3   |
| 20,8   | 45-59 ans    | 20     |
| 19,4   | 30-44 ans    | 19,4   |
| 17,6   | 15-29 ans    | 16,2   |
| 20,6   | 0-14 ans     | 19,1   |

### Sports
Le Football Club de cempuis dispose en 2021 de deux équipes seniors évoluant en A en 3e division du district Oise dans le groupe A et la deuxième équipe est en 5e division. Une équipe de U15 évolue en 2e division.

### Manifestations culturelles et festivités
L'association « I z'on creuqué eun'pomm'» organise à Cempuis sa traditionnelle « Fête de la pomme », dont la 34e édition a eu lieu en 2017

## Culture locale et patrimoine

### Lieux et monuments

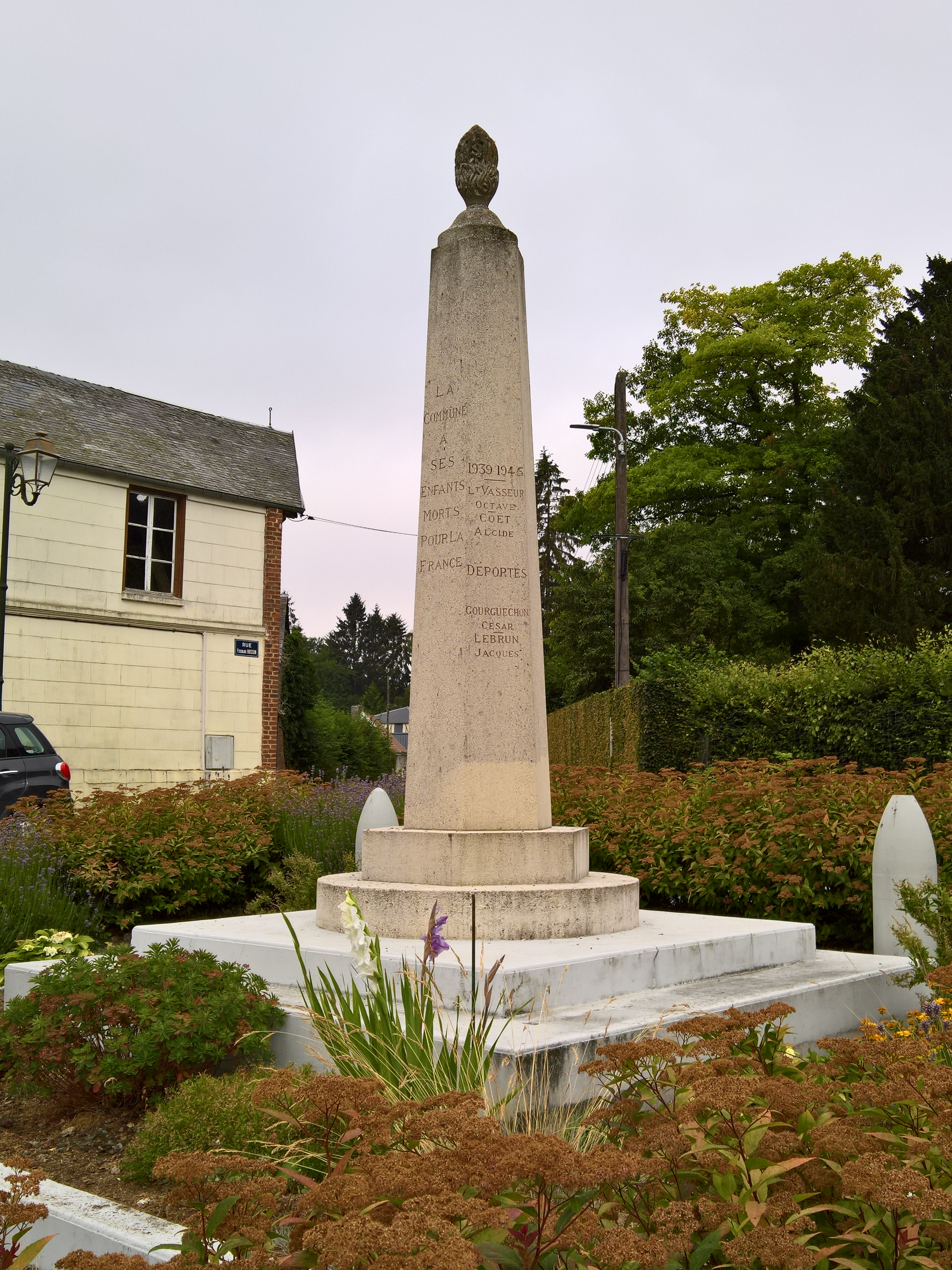
Le monument aux morts.

- La Maison Marcel-Callo est la première école mixte créée en France, mise en place par Paul Robin, directeur de l'orphelinat de Cempuis de 1880 à 1894.

Son nom exact était  le "collège Marcel-Callo". Il a remplacé l'IDGP (institution départementale Gabriel-Prévost) qui appartenait au département de la Seine, aujourd'hui géré par la Ville de Paris aux termes d'un legs de Gabriel Prévost en vue de la création d'une institution laïque pour l'accueil d'orphelins. Cet établissement fondé par Gabriel Prévost a été le premier établissement mixte de France. À son début, dirigée par Paul Robin, il mettait en œuvre une pédagogie révolutionnaire.
La mairie de Paris délègue en 1988 (sous la mandature de Jacques Chirac) la gestion aux Orphelins Apprentis d'Auteuil, aujourd'hui Fondation d'Auteuil, qui y gère la maison Jacques-Callo, établissement à caractère social et éducatif accueillant des élèves en souffrance scolaire et/ou sociale dans le cadre des principes de la Fondation d'Auteuil : "Accueillir, Eduquer, Former, Insérer"[réf. nécessaire], et qui a renoncé à cette gestion au 31 août 2015.
Depuis sa fermeture, le site de 10 hectares comprenant de nombreux locaux, notamment d'enseignement est inutilisé et nécessiterait de lourds investissements pour l'adapter à de nouveaux usages, tels que, selon le conseiller régional Alexis Mancel, « un lycée d'enseignement général, un campus universitaire… ». Une rumeur a circulé en 2015-2016, selon laquelle la Ville de Paris aurait envisagé d'y aménager un centre d'accueil dans le cadre de la crise migratoire en Europe,,. La commune a souhaité, sans succès, acquérir une partie des bâtiments (locaux techniques et bâtiment moderne abritant des classes situé au carrefour de la rue Gabriel-Prévost et de la voie communale traversant le domaine), afin d'y loger ses ateliers municipaux, le centre de première intervention des pompiers et des classes.
- Église Saint-Nicolas : Chœur du XIVe siècle, chapelle Renaissance à voûtes et pendentifs. Boiseries du XVIIIe siècle. Christ en bois du XVe siècle[14],[37].

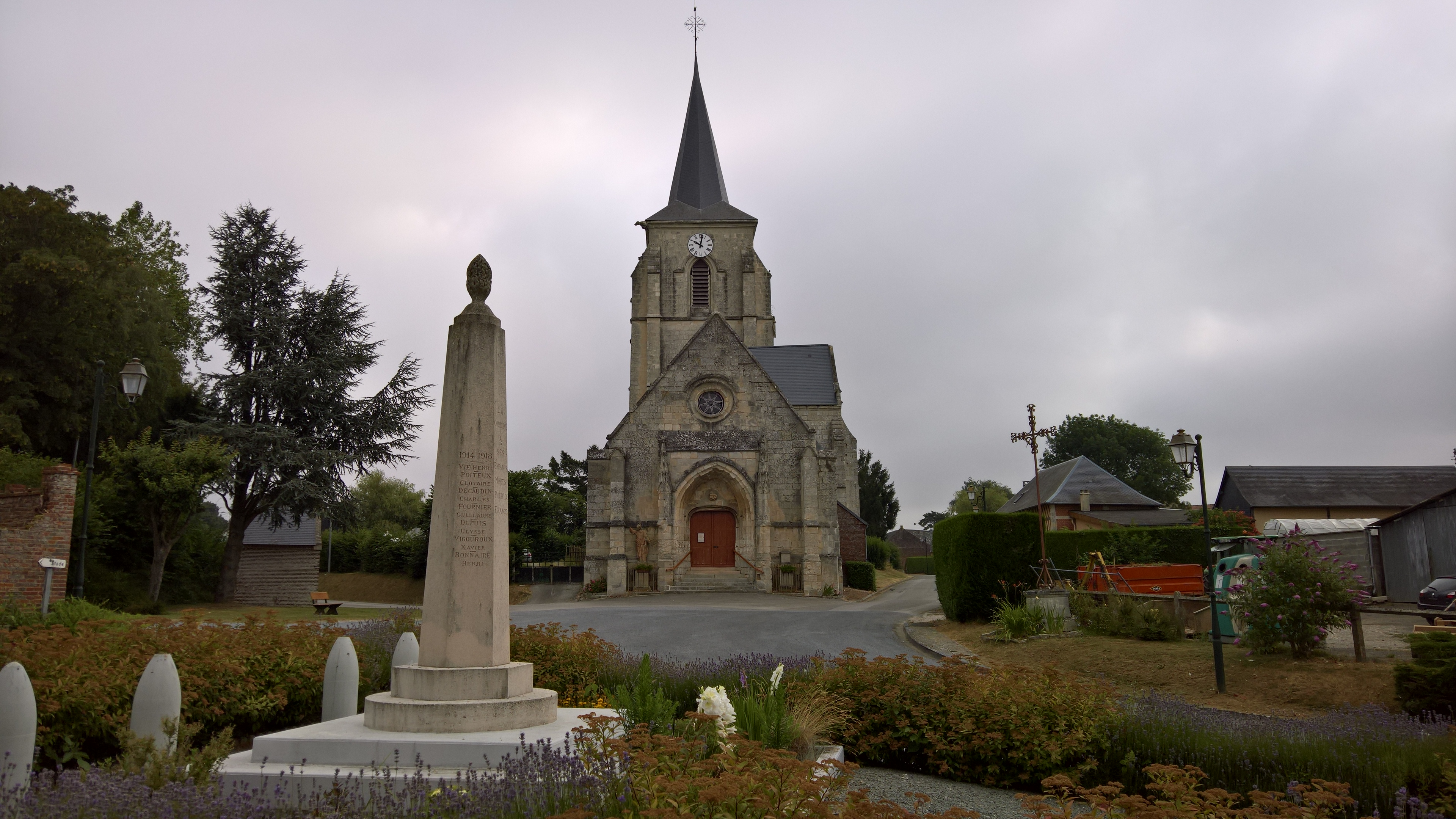
K'église et le monument aux morts
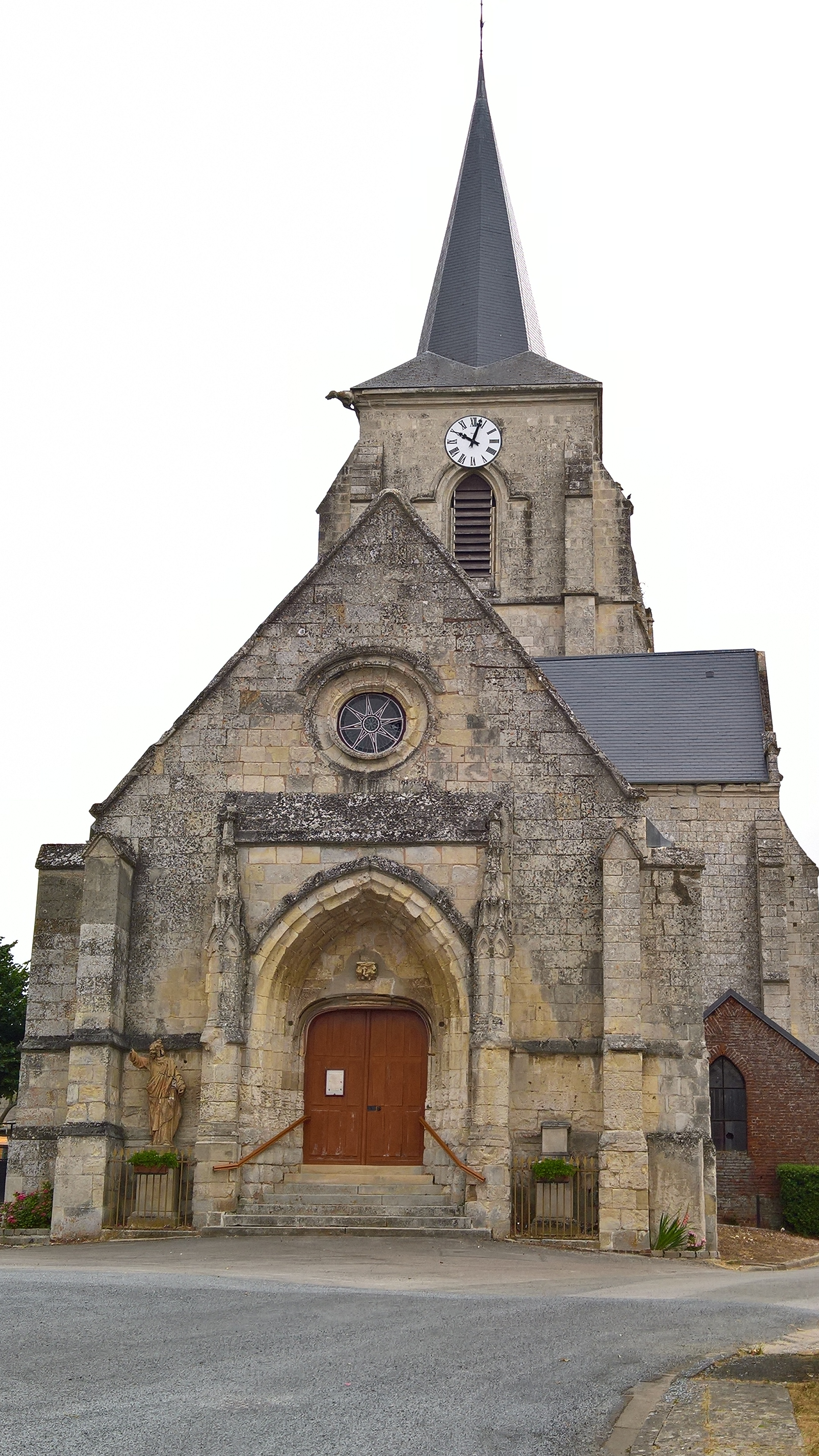
Façade de l'église
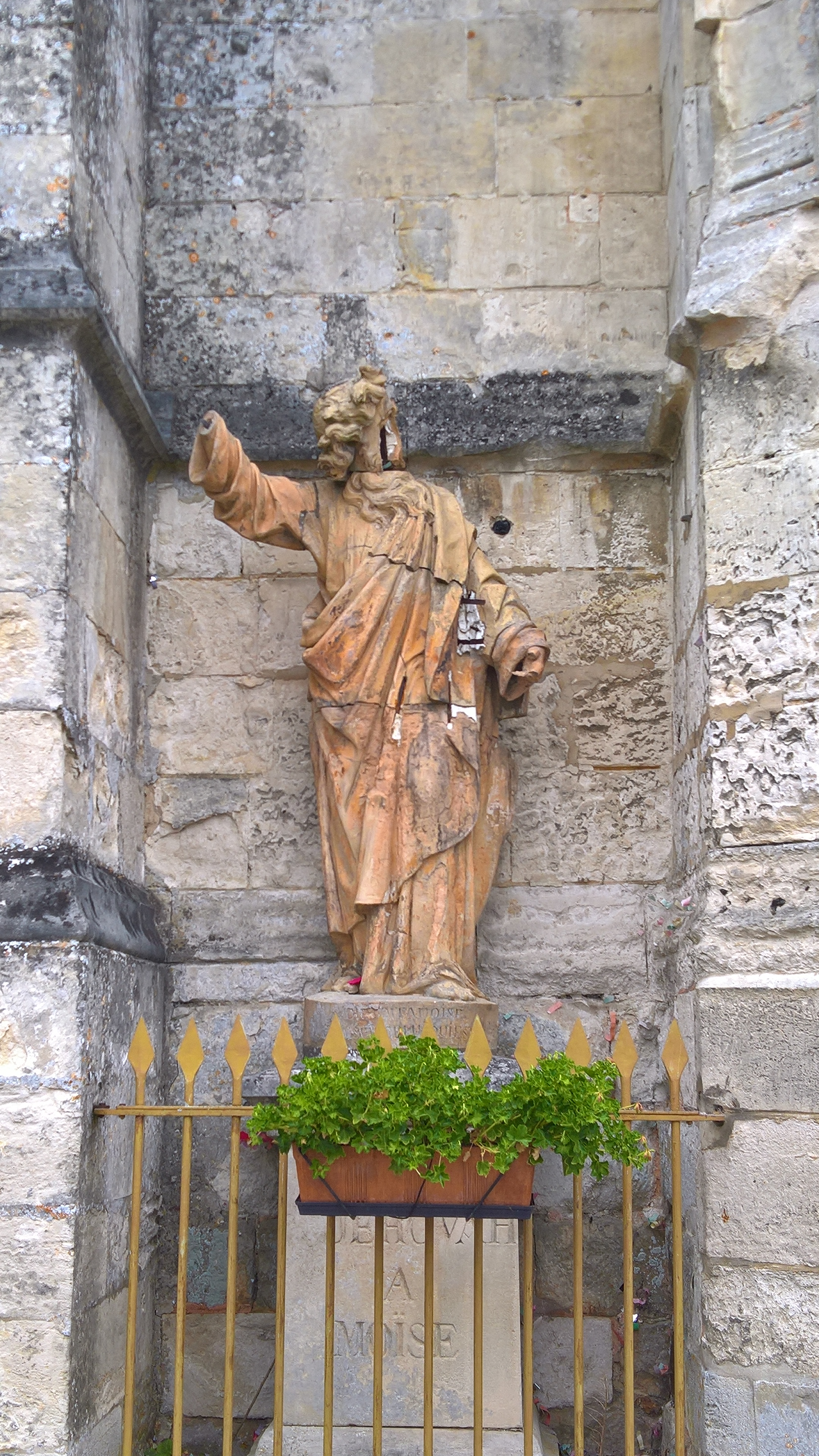
Statue de saint en façade de l'église
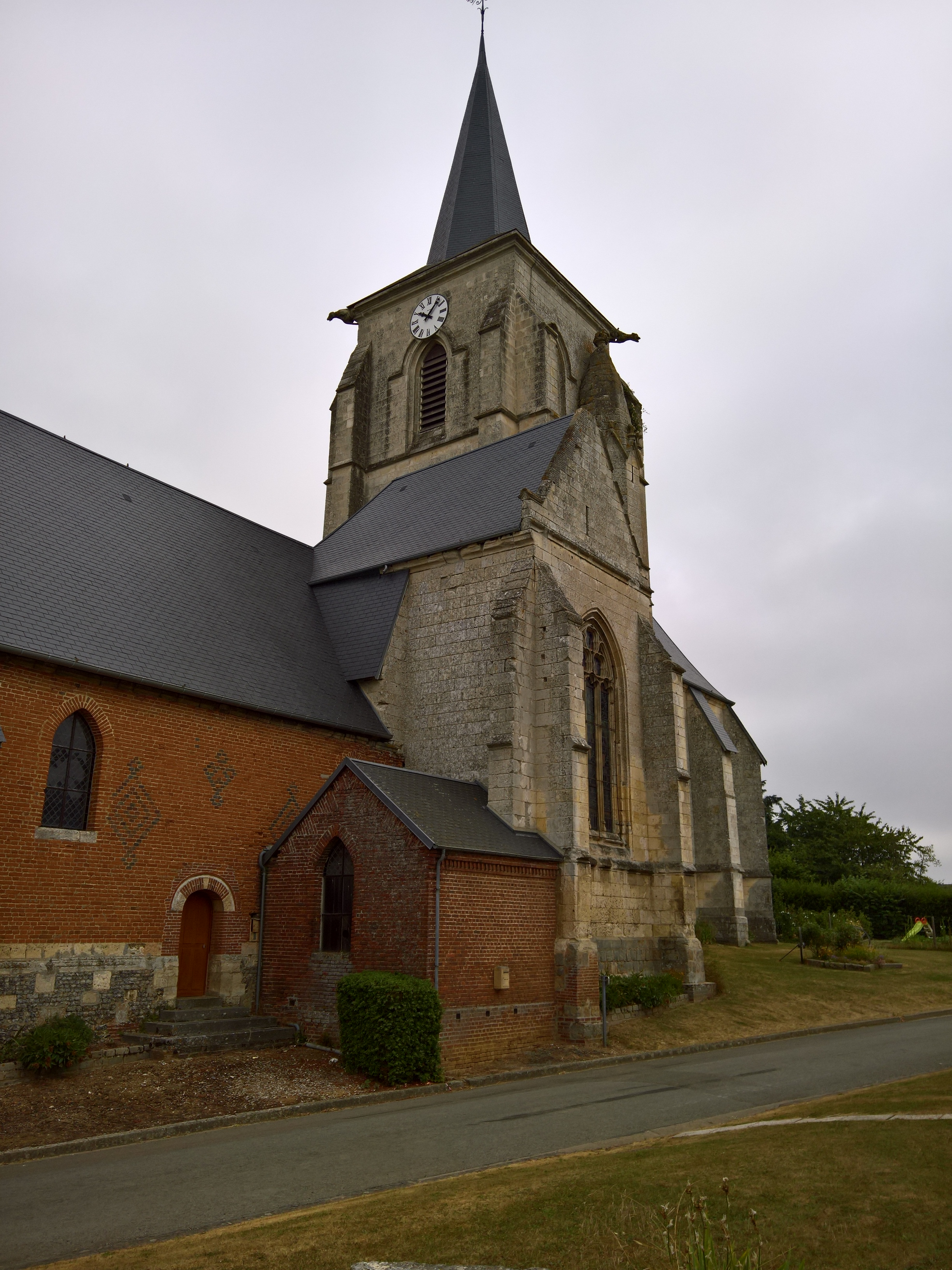
Côté droit de l'église

- Chapelle Ecce Homo : Construite en 1728, au centre du village[14].
- Muches (Souterrains-refuges) très fortifiés mais comblés par les éboulements, dont les "100 puits" d'aération seraient à l'origine du nom du village.
- Puits de Cempuis : La commune compte encore quatre ou cinq puits[14].

Quatre des puits de la commune
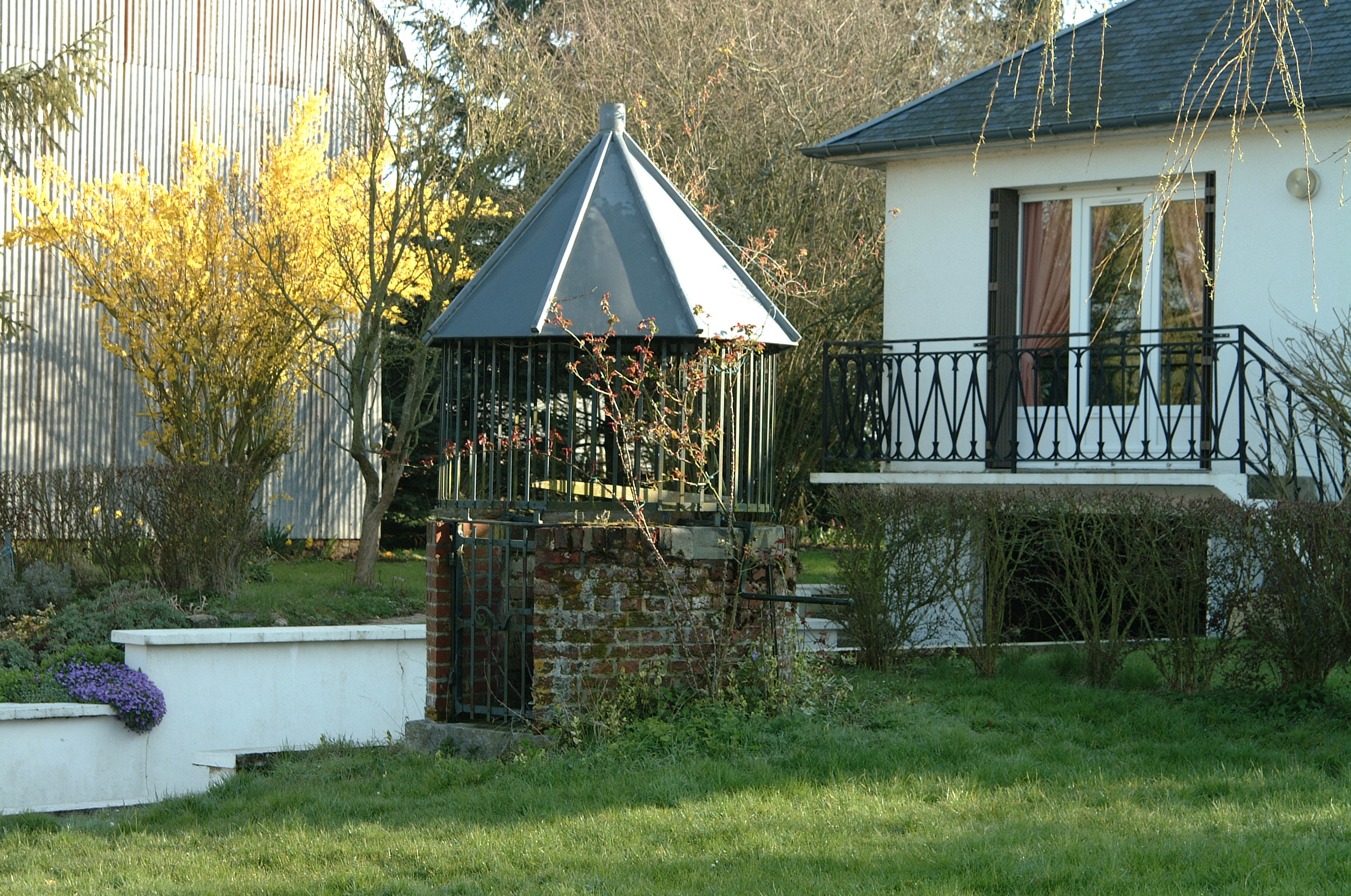
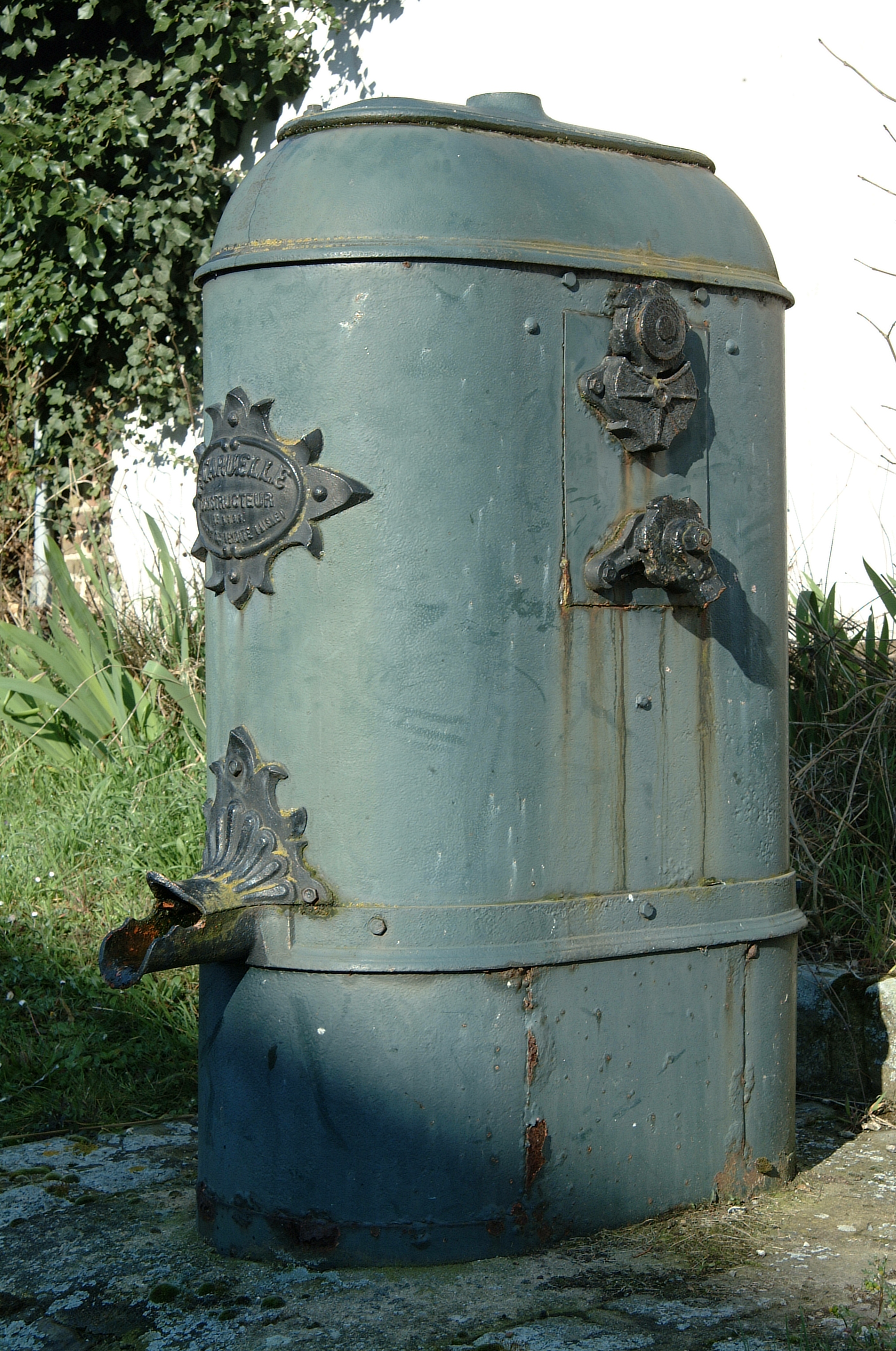
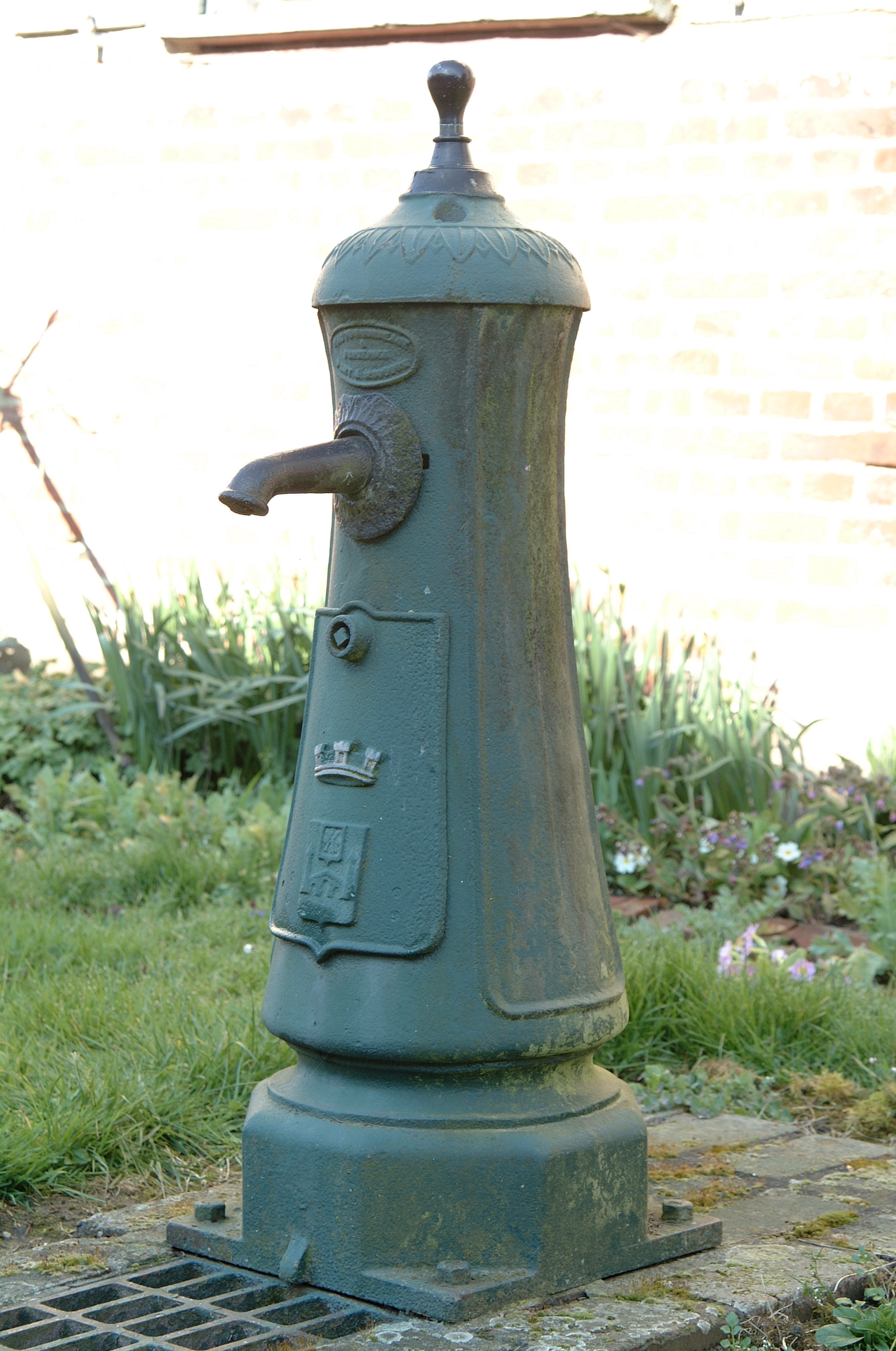
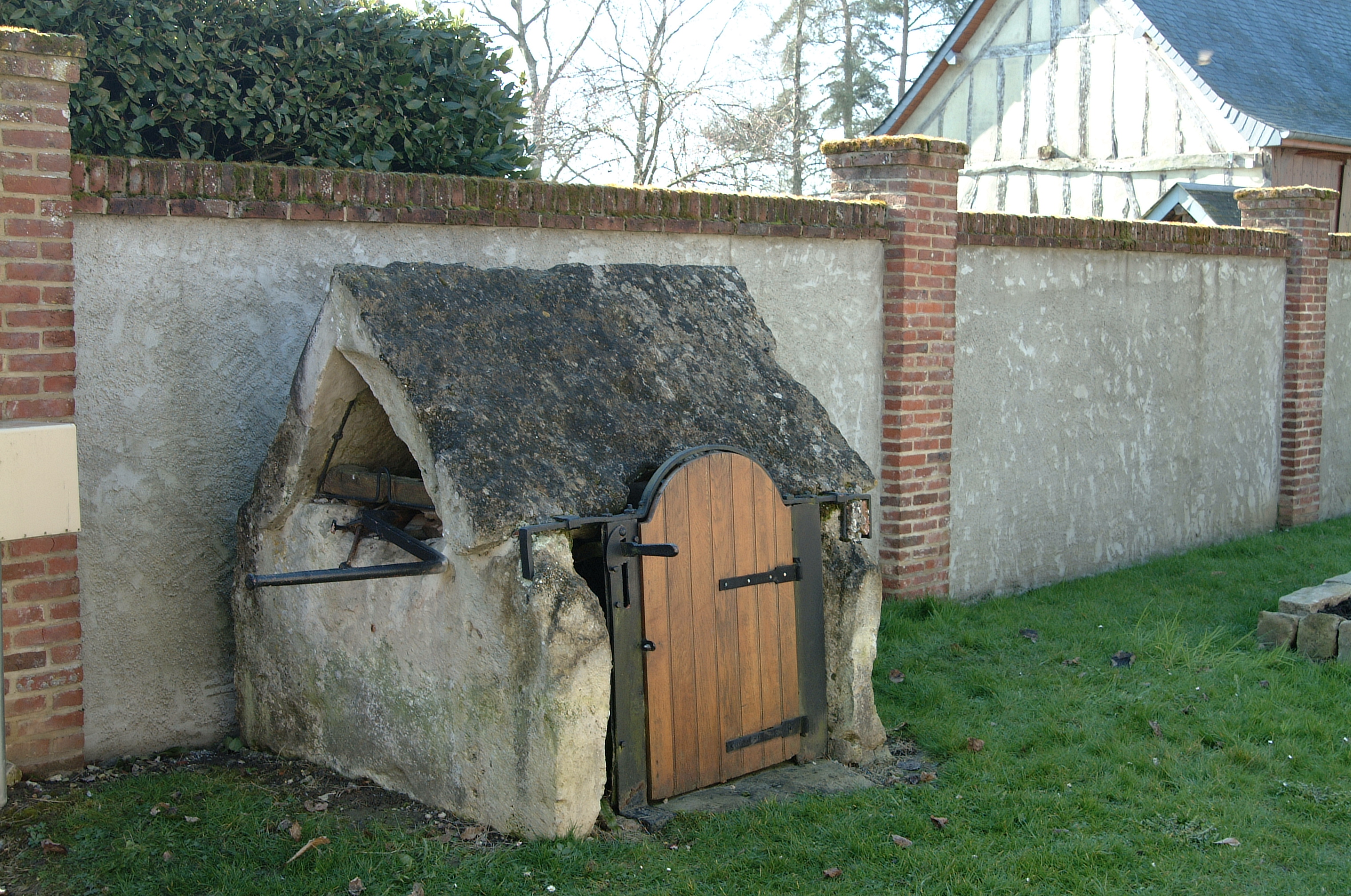

### Personnalités liées à la commune
- Paul Robin, directeur de l'orphelinat Prévost de 1880 à 1894.

## Héraldique
| Blason de Cempuis | Blason  | Tranché : au 1er d'azur à trois fleurs de lys d'or, au 2d d'argent à trois lionceaux léopardés de gueules rangés en bande, à la cotice de sinople brochant sur la partition. DeviseCentum putei in terra faian |
| Blason de Cempuis | Détails | Le statut officiel du blason reste à déterminer. |